# Dougal Allan
Dougal Allan (* 24. April 1985 in Foxton (Neuseeland)) ist ein neuseeländischer Triathlet. Als Sieger der Challenge Wanaka 2016 war er Neuseeländischer Meister im Triathlon auf der Langdistanz.

## Werdegang
Dougal Allan studierte Sportwissenschaft an der University of Otago.
Allan gilt als starker Radfahrer im Triathlon, aktuell (Stand 2017) hält er die Streckenrekorde für den Radsplitt bei der Challenge Wanaka, beim Ironman New Zealand sowie beim Ironman Australia.
Im März 2020 wurde der 34-Jährige Fünfter im Ironman New Zealand mit persönlicher Bestzeit auf der Ironman-Distanz.
Gemeinsam mit seiner Frau  hat er zwei Kinder und lebt nach einigen Jahren in Wanaka seit 2016 in Oamaru auf der Südinsel von Neuseeland.

## Sportliche Erfolge
| Datum/Jahr    | Rang | Wettbewerb         | Austragungsort | Zeit    | Bemerkung |
| ------------- | ---- | ------------------ | -------------- | ------- | --------- |
| 10. Dez. 2016 | 7    | Ironman 70.3 Taupo | Taupō          | 3:59:54 |           |
| 16. Okt. 2016 | 6    | Ironman 70.3 Hefei | Hefei          | 3:59:27 | [ 4 ]     |
| 12. Dez. 2015 | 5    | Ironman 70.3 Taupo | Taupō          | 4:03:36 | [ 5 ]     |

| Datum/Jahr    | Rang | Wettbewerb                | Austragungsort | Zeit     | Bemerkung                                                  |
| ------------- | ---- | ------------------------- | -------------- | -------- | ---------------------------------------------------------- |
| 7. März 2020  | 5    | Ironman New Zealand       | Taupō          | 08:13:15 | persönliche Bestzeit auf der Ironman-Distanz               |
| 3. Dez. 2017  | 2    | Ironman Western Australia | Busselton      | 07:18:08 | verkürzter Kurs als Duathlon                               |
| 29. Apr. 2017 | 2    | Challenge Taiwan          | Taitung        | 08:11:23 | [ 7 ]                                                      |
| 18. Feb. 2017 | 1    | Challenge Wanaka          | Wanaka         | 08:26:38 | neuer Streckenrekord                                       |
| 1. Mai 2016   | 5    | Ironman Australia         | Port Macquarie | 08:29:15 | (Teil-)streckenrekord beim Radsplit                        |
| 5. März 2016  | 7    | Ironman New Zealand       | Taupo          | 08:24:27 | (Teil-)streckenrekord beim Radsplit                        |
| 20. Feb. 2016 | 1    | Challenge Wanaka          | Wanaka         | 08:40:06 | Sieger „New Zealand Ultra Distance National Championships“ |
| 15. Aug. 2015 | 2    | Ironman Sweden            | Kalmar         | 08:25:33 | [ 11 ]                                                     |
| 22. Feb. 2015 | 2    | Challenge Wanaka          | Wanaka         | 08:40:06 |                                                            |
| 18. Feb. 2014 | 3    | Challenge Wanaka          | Wanaka         | 08:54:37 | [ 12 ]                                                     |

(DNF – Did Not Finish)